# Almamellék, Baranya
Almamellék este un sat în districtul Szigetvár, județul Baranya, Ungaria, având o populație de 433 de locuitori (2011). 

## Demografie
Componența etnică a satului Almamellék
     Maghiari (84,7%)
     Germani (9,02%)
     Romi (4,37%)
     Necunoscut (1,91%)
     Alții (1,91%)
Componența confesională a satului Almamellék
     Romano-catolici (54,97%)
     Fără religie (10,39%)
     Reformați (1,39%)
     Necunoscută (32,33%)
     Greco-catolici (0,92%)
Conform recensământului din 2011, satul Almamellék avea 433 de locuitori. Din punct de vedere etnic, majoritatea locuitorilor (84,7%) erau maghiari, existând și minorități de germani (9,02%) și romi (4,37%). Apartenența etnică nu este cunoscută în cazul a 1,91% din locuitori.  Din punct de vedere confesional, majoritatea locuitorilor (54,97%) erau romano-catolici, existând și minorități de persoane fără religie (10,39%) și reformați (1,39%). Pentru 32,33% din locuitori nu este cunoscută apartenența confesională.